# Microdon elisabeth
Microdon elisabeth är en tvåvingeart som beskrevs av Keiser 1958. Microdon elisabeth ingår i släktet myrblomflugor, och familjen blomflugor.
Artens utbredningsområde är Sri Lanka. Inga underarter finns listade i Catalogue of Life.